# Cándido Conde-Pumpido Ferreiro
Cándido Conde-Pumpido Ferreiro (Arzúa, La Coruña, 8 de abril de 1924 - Vigo, Pontevedra, 2 de mayo de 2019) fue un fiscal, magistrado y abogado español, que llegó a ocupar el cargo de teniente fiscal del Tribunal Supremo.

## Reseña biográfica
Nació en Arzúa (La Coruña), el 8 de abril de 1924, cuando su padre Cándido Conde Pumpido ejercía el cargo de juez de Primera Instancia e Instrucción del Partido Judicial. Pasó su infancia en Cáceres y La Coruña, donde su padre ejerció como magistrado, y se licenció en derecho por la Universidad de Santiago de Compostela. 

### Fiscal de la Audiencia Provincial de Pontevedra
En 1945, a los 21 años, ingresó por oposición en la carrera fiscal, siendo destinado como abogado fiscal a Pontevedra. Allí realizó una buena parte de su vida profesional, ocupando sucesivamente el cargo de teniente fiscal y fiscal jefe provincial. Una de sus intervenciones más relevantes fue en el denominado Caso Reace, o del aceite de Redondela, juicio que se celebró en 1974 por el fraude de cuatro millones de kilos de aceite, propiedad de la Comisaría de Abastecimientos y Transportes (CAT) valorados en unos 200 millones de pesetas, en el que hubo varias muertes que se relacionaron con el suceso y en el que estaba implicado Nicolás Franco Bahamonde. Otros casos destacados en los que intervino como Fiscal fueron el denominado caso Vitrasa (1971), por irregularidades en la adjudicación del servicio de transporte colectivo de pasajeros en Vigo, que concluyó en el Tribunal Supremo con once concejales condenados por delito de cohecho. Y el seguido, también por cohecho, contra varios concejales de Vigo por el intento de recalificar ilegalmente la margen izquierda de la Gran Vía, entre la Plaza de España y la Plaza de América, que estaba calificada como ciudad jardín y se pretendía reconvertir en edificación alta y cerrada.

### Fiscal del Tribunal Supremo
En 1974 fue destinado a Madrid como abogado fiscal del Tribunal Supremo. En 1981 fue designado inspector fiscal de la Fiscalía General del Estado y en 1982 teniente fiscal del Tribunal Supremo, segundo cargo más alto de la carrera fiscal, tras el fiscal general del Estado. 
Una de sus intervenciones más destacadas en el Tribunal Supremo fue en el caso del golpe de Estado del 23-F, defendiendo el recurso de casación del Ministerio Fiscal contra la sentencia dictada por el Consejo Supremo de Justicia Militar. En la sentencia del Supremo se acogieron sustancialmente los recursos del Ministerio Público, incrementando de forma relevante las penas impuestas al General Armada y a otros acusados, siendo condenados a 30 años de reclusión, como principales responsables del golpe de Estado, Milans del Bosch, Alfonso Armada y Antonio Tejero Molina.                             Y también su intervención en 1990 ante el Pleno de la Sala de lo Militar del Tribunal Supremo en la vista pública del recurso de revisión contra la sentencia del consejo de guerra que condenó a muerte a Julián Grimau, vista en la que defendió que «El tribunal que juzgó a Grimau no era legítimo y no dictó una sentencia, sino la apariencia de una sentencia, radicalmente nula».
Asimismo, el 8 de abril de 1976 participó en la Junta de Fiscales Generales del Tribunal Supremo que emitió un dictamen en el que afirmaba que no había obstáculo para la legalización del Partido Comunista, lo que facilitó el proceso de transición a la democracia, al permitir la apertura del sistema político a todos los partidos con influencia relevante.

### Defensa de la independencia del Ministerio Fiscal
Fue uno de los primeros defensores de la independencia de la Fiscalía respecto del Ejecutivo. En su defensa de la independencia del poder político, Conde-Pumpido Ferreiro afirmó en 1980 en el diario El País sobre el papel del fiscal: «Entre ejercer sus funciones con órganos independientes, elaborando imparcialmente sus criterios de actuación, a ser un órgano subordinado al Ejecutivo, que sirva para hacer prevalecer en los tribunales los criterios del Gobierno, va la diferencia que hay entre ser un eficaz medio de realización de la legalidad a ser un mero instrumento de los intereses del partido en el poder». Colaboró activamente en la reforma del Ministerio Fiscal llevada a cabo por el Ministerio de Justicia en 1980-81, inspirada por el ministro Francisco Fernández Ordóñez, para mejorar, actualizar y renovar la institución conforme a los principios constitucionales, reforma que se plasmó en la Ley 50/1981, de 30 de diciembre, por la que se regulaba el Estatuto Orgánico del Ministerio Fiscal. Y con ocasión de promulgarse el Estatuto, celebró el nuevo marco de relaciones del Ministerio Fiscal con el Ejecutivo felicitándose de que a partir de ese momento tales relaciones estarían «fundadas, no en la dependencia, sino en un marco de colaboración institucional debidamente controlada y reglada». Siempre en relación con la independencia del Ministerio Fiscal, llegó a publicar cuatro tribunas en El País: «La actuación independiente del Ministerio Fiscal» (26 de junio de 1980), «El Ministerio Fiscal camina hacia su independencia» (en dos entregas, 13 y 15 de diciembre de 1981) y «Crisis del modelo constitucional del Ministerio Fiscal» (8 de abril de 1992).

## Vida personal
Cándido Conde-Pumpido Ferreiro contrajo matrimonio con Celia Tourón Fernández, en noviembre de 1948. El matrimonio tuvo cuatro hijos: Cándido, María Teresa, Rogelio y Celia. El primogénito, Cándido Conde-Pumpido Tourón llegó a ser presidente del Tribunal Constitucional y fiscal general del Estado, mientras que María Teresa fue presidenta del Consejo Consultivo de Galicia y posteriormente magistrada del Tribunal Superior de Justicia de Galicia.

## Actividad académica
Desarrolló una intensa actividad académica a lo largo de toda su vida profesional, tanto en el ámbito universitario, como profesor de Derecho Penal en la Universidad CEU San Pablo, como en el profesional, en primer lugar como preparador de opositores a las carreras Judicial y Fiscal y seguidamente como profesor numerario de «Análisis de la Jurisprudencia Penal»  en la Escuela Judicial para los jueces y fiscales en prácticas.
La dedicación de Conde-Pumpido Ferreiro a la preparación de opositores se inició tempranamente en Pontevedra y se prolongó a lo largo de toda su vida profesional, por lo que un número muy relevante de jueces y fiscales se consideran sus discípulos. Partiendo de los temas que les preparaba y de sus clases de Derecho Penal en el CEU, elaboró y publicó unas «Contestaciones de Derecho Penal al programa de judicatura», que se convirtieron en libro de cabecera de gran número de opositores y también en libro de obligada consulta en su práctica profesional posterior, como recordó el Teniente Fiscal Luis Navajas Ramos en el artículo que le dedicó en la Revista del Ministerio Fiscal con ocasión de su fallecimiento.
Su aportación científica al estudio del Derecho Penal y en concreto de la Teoría General del Delito fue muy relevante a través de sus numerosas publicaciones, destacándose la temprana introducción en España de la doctrina finalista, a través de su trabajo «Exposición critica de la doctrina finalista de la acción», artículo publicado en el año 1962 en el Anuario de Derecho Penal y Ciencias penales, cuando dicha doctrina era prácticamente desconocida. La doctrina de la acción finalista fue admitida tardíamente en España, pues el panorama doctrinal era ampliamente causalista, siendo Cándido Conde-Pumpido Ferreiro, en 1962, uno de los primeros autores que aclara y profundiza en el sistema finalista, tal como lo defendía Welzel, entre otros, dentro de la doctrina alemana. También tomó parte importante en la polémica sobre si el encubrimiento era una forma de participación en el delito de otro o, por el contrario, era un delito independiente. Al respecto su libro Encubrimiento y receptación fue determinante ya que defendió, con un importante aparato bibliográfico y argumental, que el encubrimiento constituye un delito independiente, con lo que criticaba directamente su regulación de entonces, propugnando precisamente lo que se ha recogido en la actual regulación.
Así mismo fue uno de los primeros autores en admitir el principio de oportunidad, configurándola como oportunidad reglada, frente a una mayoría de autores que inicialmente no aceptaban este principio. 
Y también deben reseñarse sus diversas aportaciones en el ámbito de la seguridad vial, pues su visión sobre las cuestiones más relevantes relativas a la ley del automóvil fueron decisivas para el futuro de los sucesivos desarrollos legislativos en esta materia.

## Proyecto de Código Penal de 1980
El nuevo régimen democrático surgido de la transición exigía la aprobación de un Código Penal de nueva planta. El Ministro de Justicia Landelino Lavilla Alsina nombró en abril de 1978 una ponencia encargada de su redacción, integrada por cuatro penalistas destacados, dos catedráticos de Derecho Penal, Gonzalo Rodríguez Mourullo y Enrique Gimbernat Ordeig, un magistrado del Tribunal Supremo, Fernando Díaz Palos y un Fiscal, también del Tribunal Supremo, Cándido Conde-Pumpido Ferreiro. La Ponencia elaboró un Anteproyecto, que rompía por completo con el Código Penal del régimen anterior, que se firmó por la Comisión en febrero de 1979. El texto pasó al Consejo de Ministros que lo aprobó en septiembre de 1979, con algunas modificaciones, enviándolo a las Cortes, donde se publicó como Proyecto de Ley en el Boletín Oficial del Congreso de 17 de enero de 1980. Este proyecto de 1980 constituyó la base de las reformas legislativas posteriores y su estructura, principios y principales soluciones técnicas fueron incorporados finalmente al denominado Código Penal de la Democracia aprobado en 1995. Sin embargo su tramitación fue relegada en el momento de su redacción fundamentalmente por dos problemas, la despenalización del aborto, que se regulaba en términos similares a los que finalmente se aprobaron en la Ley de 1985, y que no gustaba a parte del Gobierno, y la regulación de los delitos socioeconómicos, que fue combatida desde ámbitos empresariales.

## Actividad como magistrado del Tribunal Supremo y como abogado
Cándido Conde-Pumpido Ferreiro se jubiló como fiscal en abril de 1992. Seguidamente fue nombrado magistrado de la Sala Penal del Tribunal Supremo, a propuesta de su presidente Enrique Ruiz Vadillo, en calidad de suplente o, como actualmente se denomina, magistrado emérito, ejerciendo dicha función hasta 1995. Una vez abandonada definitivamente la función pública, Conde-Pumpido se incorporó como abogado al bufete Clifford Chance, como director de su departamento penal, donde permaneció en activo hasta el año 2005. En su condición de abogado participó en el juicio del caso Banesto, contra su presidente Mario Conde, representando al Fondo Nacional de Garantía del Banco de España, que ejercía la acusación particular como perjudicado, tanto en el juicio celebrado en la Audiencia Nacional, como en el recurso de casación ante el Tribunal Supremo.

## Publicaciones

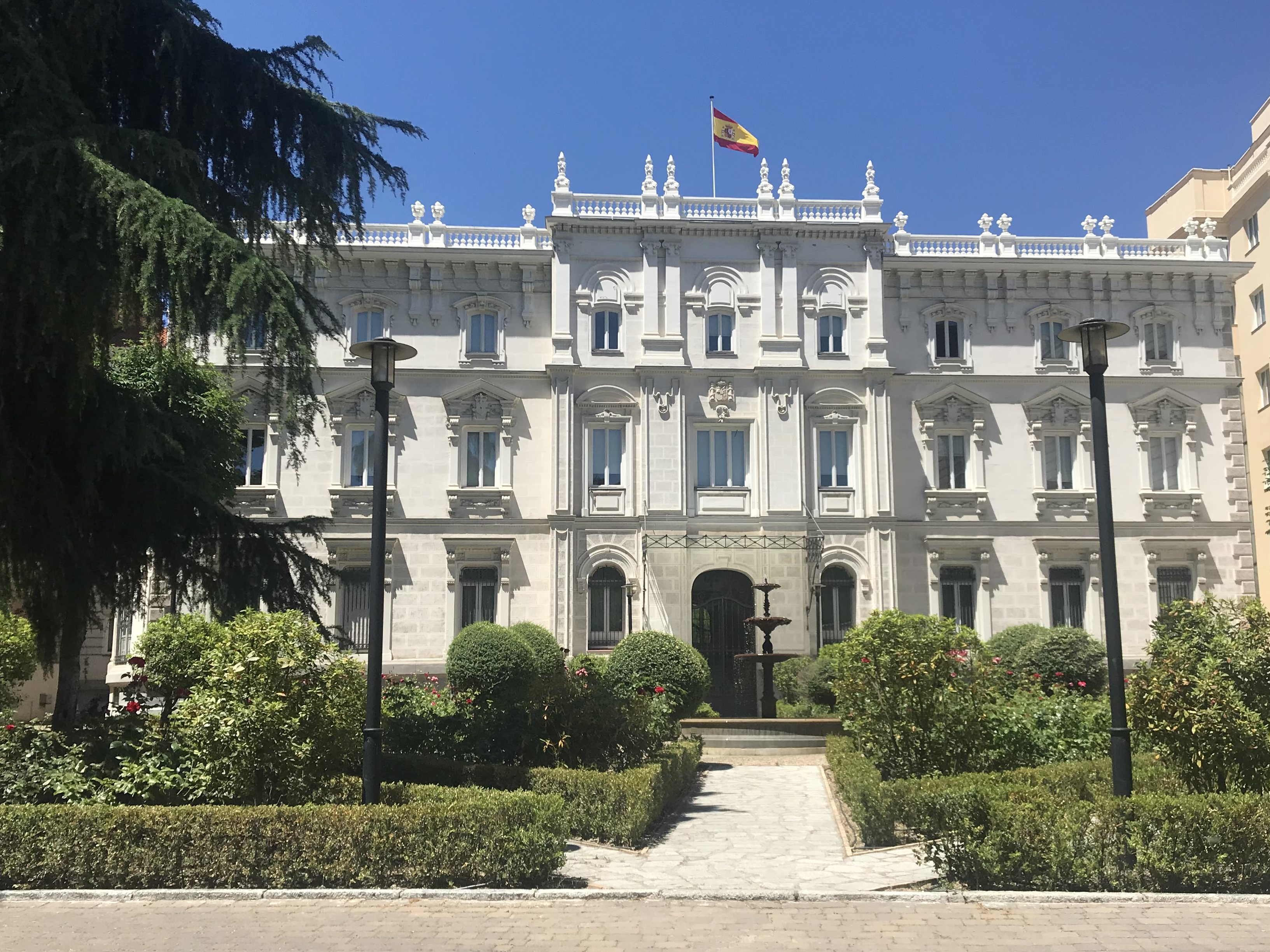
Sede de la Fiscalía General del Estado. Palacio del Marqués de Fontalba en el paseo de la Castellana, 17, Madrid

### Libros
- Encubrimiento y receptación. Bosch. 1955.
- Contestaciones de Derecho Penal al Programa de Judicatura. Colex. 1987.
- Derecho Penal. Parte General. Colex 1990.
- Derecho Penal. Parte especial. Colex 1990.
- Estafas. Tirant lo Blanch. 1997.
- Apropiación indebida. Tirant lo Blanch. 1997.
- Código Penal. Doctrina y Jurisprudencia. Trívium. Tres Tomos. 1997.
- Enjuiciamiento Criminal. Doctrina y Jurisprudencia. Trívium. Tres Tomos. 1998.
- El Ministerio Fiscal. Aranzadi. 1999.
- Ley de Responsabilidad Penal de los Menores. Doctrina con Jurisprudencia y Normativa Complementaria. Trívium. 2001.
- Contestaciones de Derecho Penal, adaptadas al Código Penal de 1995 y reformas posteriores. Colex. Parte General (3ª ed.) y Parte Especial (4ª ed.) 2004.
- Comentarios a la Ley de Enjuiciamiento Criminal y otras Leyes del Proceso Penal. Seis Tomos. Tirant lo Blanch. 2004.
- Código Penal Comentado. Dos Tomos. Bosch. 2004.
- Código Penal Comentado, adaptado a la Reforma de 2010. Bosch. 2012.

### Artículos
- El concepto de interrupción legal de la posesión del artículo 451 del Código Civil a los efectos de la percepción de frutos. Revista General de Legislación y Jurisprudencia. 1952.
- Modificaciones que en materia de celebración de matrimonio nacen de la discordancia de las legislaciones canónica y civil y de la norma penal. Con Fernando Chápuli Pérez. Revista General de Legislación y Jurisprudencia. 1955.
- El Privilegio Paulino: Posibilidades de su aplicación en el régimen matrimonial español. Revista General de Legislación y Jurisprudencia. 1960
- La crisis del contenido sustancial del delito. Anuario de Derecho Penal y Ciencias penales. 1960
- La Trascendencia jurídica de la falsedad del requirente en las actas de notoriedad. Revista de Derecho Notarial. 1961
- Exposición crítica de la doctrina finalista de la acción. Anuario de Derecho Penal y Ciencias penales. 1962.
- Comentarios a la Ley del Automóvil. El ordenamiento Penal Sustantivo. Revista de Derecho Judicial.1963.
- Don Eugenio Cuello Calón y los delitos de tráfico. Anuario de Derecho Penal y Ciencias penales. 1963.
- El artículo 51 del Código Civil: alcance de su precepto y de su sanción. Revista General de Legislación y Jurisprudencia. 1963.
- La nueva ordenación de las responsabilidades penal y civil en la Circulación. Revista General de Legislación y Jurisprudencia. 1963.
- Alcance del concepto de "Temeridad Manifiesta" en la nueva Ley de uso y circulación de vehículos de motor. Primer Curso sobre problemas de tráfico. Bilbao 1963.
- Evolución de la doctrina en torno a los delitos formales de la circulación. «Estudios Penales: Homenaje al P. Julián Pereda», Bilbao, 1965.
- Los problemas de Derecho transitorio en la ley de 24 de diciembre de 1962. Revista de Derecho de la Circulación. 1965.
- El delito de conducción bajo el influjo de alcohol o drogas. Foro Gallego. 1966.
- Modificaciones en el aspecto penal de la Ley de Uso y Circulación de vehículos de motor. Revista General de Legislación y Jurisprudencia. 1968.
- Los problemas de la responsabilidad civil por lo hechos ilícitos de los incapaces. Estudios de Derecho Civil en honor al profesor Castán Tobeñas. 1969.
- El tratamiento penal de la conducción peligrosa en la legalidad vigente. Revista de Derecho de la Circulación. 1971.
- El Ministerio Fiscal en la Constitución. Revista General de Legislación y Jurisprudencia.1981.
- Pasado y presente del Ministerio Fiscal español: de las Cortes de Briviesca a la Constitución española de 1978. Boletín de la Institución Fernán González. 2º semestre de 1983, año 63, núm. 203, 1984.
- La intervención del Ministerio Fiscal en la autorización prestada por menores e incapacitados a las intromisiones en su honor, intimidad y derecho a la propia imagen. Revista General de Derecho. 1984.
- El conflicto del doble matrimonio civil y religioso en el sistema matrimonial español. Anales de la Academia Matritense del Notariado. 1985.
- Las relaciones de las Cortes Generales con el Ministerio Fiscal. II Jornadas de Derecho Parlamentario. 1986.
- Estado de sitio y tiempos de guerra. "Gobierno y Administración en la Constitución". 1987.
- Violencia social y seguridad ciudadana. Poder Judicial, 1989.
- El principio de oportunidad reglada: su posible incorporación al sistema del Proceso Penal Español. La reforma del proceso penal, 1989.
- Alternativas a la pena privativa de libertad y principio de oportunidad reglada en el proceso penal. Libro homenaje al profesor Antonio Beristain. 1989.
- El principio de legalidad y el uso de la oportunidad en el proceso penal. Poder Judicial. 1989.
- La libertad de información y libre circulación de noticias en España: proclamación y límites. Boletim da Faculdade de Direito: Universidade de Coimbra, 1989.
- La policía judicial: sus relaciones con el Ministerio Fiscal. Cuadernos de la Guardia Civil. 1990.
- El modelo post-constitucional del Ministerio Fiscal en España. Poder Judicial. 1992.
- El modelo constitucional de la policía judicial y su desarrollo normativo. Eguzkilore: Cuaderno del Instituto Vasco de Criminología,1992.
- Medidas de seguridad: legalidad y ejecución: funciones de la Jurisdicción de Vigilancia. III Jornadas de Fiscales de Vigilancia Penitenciaria, 1992.
- El principio de legalidad, principio de necesidad y principio de oportunidad en el ejercicio de la acción penal. XIII Jornadas de Estudio; Dirección General del Servicio Jurídico del Estado. 1993.
- El impacto de la victimología en el proceso penal: derechos de la víctima y principio de oportunidad. Libro Homenaje a Enrique Ruiz Vadillo.1999.
- La responsabilidad civil "ex delicto" en el Código Penal de 1995. Libro Homenaje a Marino Barbero Santos. 2001.

## Distinciones
- Cruz de Honor de la Orden de San Raimundo de Peñafort. España
- Premio Iurisgama 2006.[24] Otorgado por la Asociación de Juristas gallegos en Madrid, con el que se premia una vida dedicada al derecho.
- Cruz de la Orden de Cristo, condecoración portuguesa que es concedida por destacados servicios prestados en el ejercicio de funciones en la Administración Pública, Magistratura y Diplomacia que merezcan ser especialmente distinguidas. Portugal. Esta condecoración le fue concedida, en el grado de Gran Oficial, por el presidente Mario Soares, por haber contribuido a estrechar los lazos históricos hispano-lusos en el sector de la Justicia, y las insignias de la orden, una de las más antiguas de Portugal, le fueron impuestas en Lisboa el 27 de marzo de 1992.